# Чернацька сільська рада
Чернацька сільська́ ра́да — колишній орган місцевого самоврядування в Середино-Будському районі Сумської області. Адміністративний центр — село Чернацьке.

## Загальні відомості
- Населення ради: 811 особа (станом на 2001 рік)

## Населені пункти
Сільській раді підпорядковані населені пункти:
- с. Чернацьке

### Колишні населені пункти
- с. Уборок, 1993 року зняте з обліку

## Склад ради
Рада складається з 12 депутатів та голови.
- Голова ради: Агєєва Світлана Олексіївна

### Керівний склад попередніх скликань
| Прізвище, ім'я, по батькові | Основні відомості                                                                           | Дата обрання | Дата звільнення |
| --------------------------- | ------------------------------------------------------------------------------------------- | ------------ | --------------- |
| Тельпухов Микола Іванович   | Сільський голова, 1950 року народження, безпартійний                                        | 26.03.2006   | 31.10.2010      |
| Агєєва Світлана Олексіївна  | Сільський голова, 1966 року народження, освіта вища, Всеукраїнське об'єднання «Батьківщина» | 31.10.2010   |                 |

Примітка: таблиця складена за даними сайту Верховної Ради України